# Epimeria horsti
Epimeria horsti is een vlokreeftensoort uit de familie van de Epimeriidae. De wetenschappelijke naam van de soort is voor het eerst geldig gepubliceerd in 2008 door Lörz.